# Goodwill Games de 1994
Navigation
Édition précédente Édition suivante

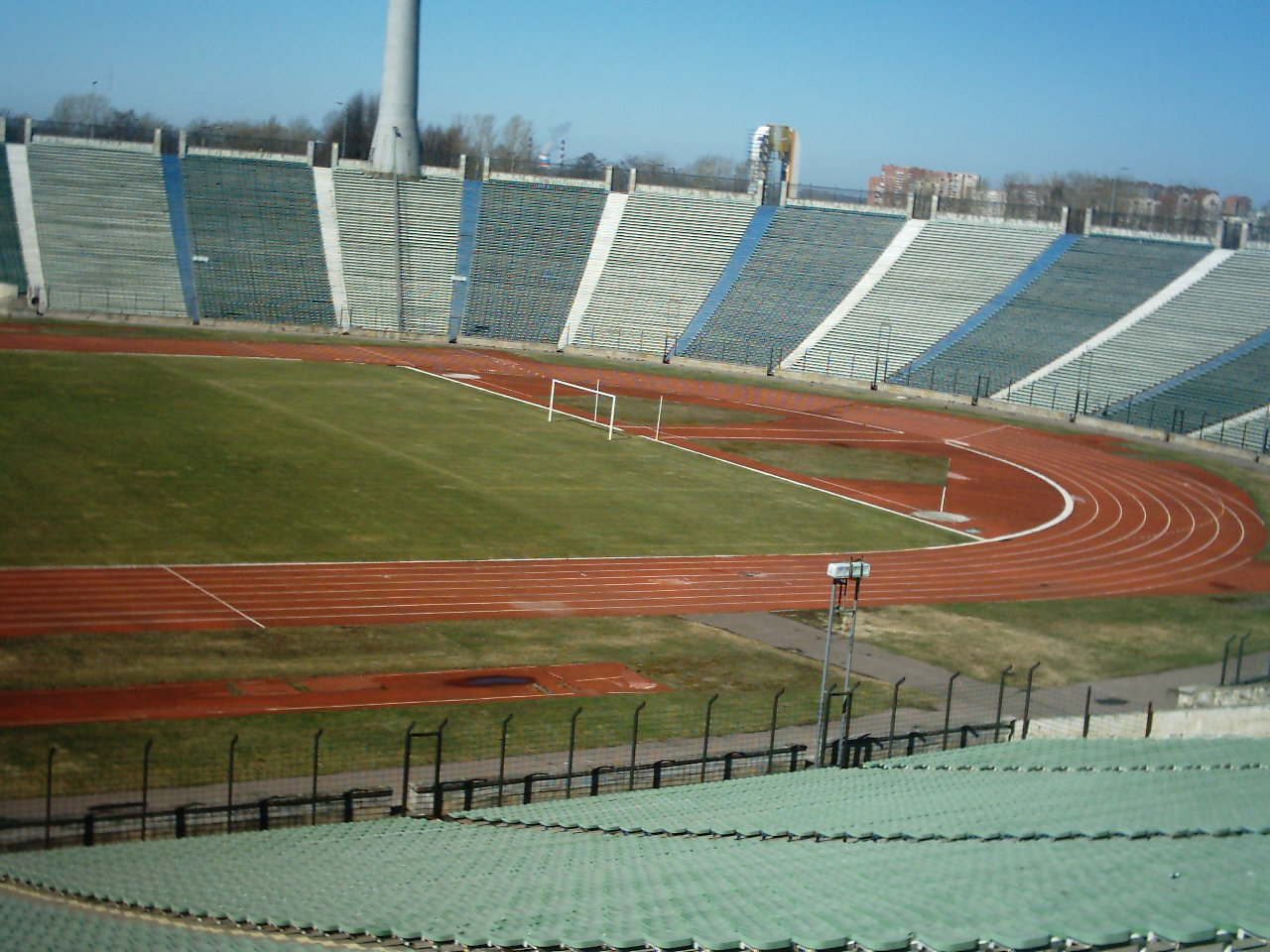
Le stade Kirov accueille les cérémonies d'ouverture et de clôture des Jeux de 1994.

Les Goodwill Games de 1994 sont la troisième édition des Goodwill Games, une compétition multisports internationale créée par Ted Turner, qui s'est tenue à Saint-Pétersbourg, en Russie, du 23 juillet au 7 août 1994. Il s'agit de la première édition de l'événement - conçu pour améliorer les relations américano-soviétiques pendant la guerre froide - depuis la dislocation de l'URSS, Leningrad étant rebaptisé Saint-Pétersbourg. Au total, environ 2 000 athlètes de 74 pays participent à cette compétition qui dure 16 jours. Le président russe Boris Eltsine ouvre les Jeux au stade Kirov le 23 juillet.
La Russie domine le tableau des médailles avec 68 médailles d'or et 171 médailles au total. Les États-Unis terminent deuxième avec 37 médailles d'or et 119 médailles au total, tandis que la république populaire de Chine prend la troisième place avec 12 médailles d'or et 27 médailles au total. En plus de la Russie, neuf autres anciennes républiques soviétiques ont remporté des médailles aux Jeux : l'Ukraine et la Biélorussie figurent parmi les 8 premiers du tableau des médailles, et la Géorgie, l'Arménie, la Lettonie, l'Estonie, l'Ouzbékistan, la Moldavie et le Kazakhstan sont les autres nouveaux États à obtenir une médaille aux Goodwill Games.
L'hébergement des Jeux fournit un héritage important d'infrastructures à la ville de Saint-Pétersbourg. Environ 500 kilomètres de routes sont repavées, les sites et les points de repère sont rénovés, du matériel informatique est installé et donné à la ville, et 70 bus spécialement conçus pour les Jeux sont ensuite intégrés au système de transport public de la ville,. La perspective d'une Russie plus ouverte aux investissements étrangers déclenche une croissance du niveau de sponsoring, les Jeux attirant 30 sponsors internationaux. La couverture télévisuelle est également étendue ; les Jeux sont diffusés à travers les États-Unis à la fois sur TBS et sur le réseau de télévision ABC, et sont diffusés dans 129 pays en tout.
Les épreuves d'haltérophilie voient cinq records du monde battus alors que les haltérophiles russes ont raflé les médailles d'or. Dans la compétition de gymnastique, Aleksey Nemov établit le record de médailles remportées en une seule édition des Goodwill Games avec six médailles, dont quatre médailles d'or, une d'argent et une de bronze.

## Sports
- Aviron
- Athlétisme (détails)
- Basket-ball
- Beach-volley
- Boxe
- Canoë-kayak
- Cyclisme
- Football
- Gymnastique
- Handball (détails)
- Haltérophilie
- Judo
- Lutte
- Natation
- Natation synchronisée
- Patinage artistique

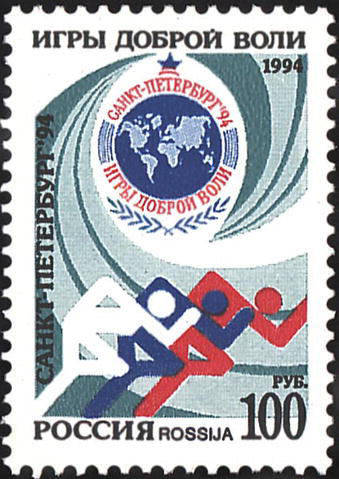
Timbre commémorative russe des Goodwill Games de 1994.

- Patinage de vitesse sur piste courte
- Plongeon
- Taekwondo
- Tir à l'arc
- Triathlon
- Voile
- Volley-ball
- Water-polo

## Nations participantes
Parmi les nations participantes, on trouve :
- Algérie
- Allemagne
- Argentine
- Arménie
- Australie
- Autriche
- Belgique
- Biélorussie
- Brésil
- Bulgarie
- Canada
- Chine
- Chinese Taipei
- Corée du Sud
- Costa Rica
- Croatie
- Cuba
- Danemark
- Égypte
- Espagne
- Estonie
- États-Unis
- Finlande
- France
- Géorgie
- Grande-Bretagne
- Hongrie
- Israël
- Îles Vierges des États-Unis
- Iran
- Irlande
- Italie
- Jamaïque
- Japon
- Kazakhstan
- Kenya
- Lettonie
- Lituanie
- Maroc
- Mexique
- Moldavie
- Mongolie
- Mozambique
- Namibie
- Nigeria
- Norvège
- Nouvelle-Zélande
- Ouzbékistan
- Pays-Bas
- Pologne
- Porto Rico
- Portugal
- République tchèque
- Roumanie
- Russie
- Slovaquie
- Slovénie
- Somalie
- Suède
- Suisse
- Syrie
- Tadjikistan
- Turkménistan
- Turquie
- Ukraine
- Uruguay
- Venezuela
- Zambie

## Tableau des médailles
- Nation organisatrice

| Rang  | Nation                      | Or  | Argent | Bronze | Total |
| ----- | --------------------------- | --- | ------ | ------ | ----- |
| 1     | Russie                      | 68  | 50     | 53     | 171   |
| 2     | États-Unis                  | 37  | 39     | 43     | 119   |
| 3     | Chine                       | 12  | 9      | 6      | 27    |
| 4     | Corée du Sud                | 10  | 5      | 0      | 15    |
| 5     | Cuba                        | 9   | 9      | 6      | 24    |
| 6     | Ukraine                     | 8   | 5      | 12     | 25    |
| 7     | Norvège                     | 4   | 0      | 0      | 4     |
| 8     | Biélorussie                 | 3   | 6      | 14     | 23    |
| 9     | Grande-Bretagne             | 3   | 5      | 3      | 11    |
| 10    | Canada                      | 3   | 4      | 5      | 12    |
| 10    | France                      | 3   | 3      | 6      | 12    |
| 12    | Allemagne                   | 2   | 7      | 13     | 22    |
| 13    | Espagne                     | 2   | 1      | 4      | 7     |
| 13    | Italie                      | 2   | 1      | 4      | 7     |
| 15    | Kenya                       | 2   | 1      | 3      | 6     |
| 16    | Pologne                     | 1   | 3      | 2      | 6     |
| 17    | Roumanie                    | 1   | 3      | 0      | 4     |
| 18    | Japon                       | 1   | 2      | 4      | 7     |
| 19    | Turquie                     | 1   | 2      | 3      | 6     |
| 20    | Suède                       | 1   | 2      | 2      | 5     |
| 21    | Danemark                    | 1   | 1      | 1      | 3     |
| 22    | Costa Rica                  | 1   | 1      | 0      | 2     |
| 22    | Irlande                     | 1   | 1      | 0      | 2     |
| 24    | Belgique                    | 1   | 0      | 4      | 5     |
| 25    | Porto Rico                  | 1   | 0      | 1      | 2     |
| 26    | Algérie                     | 1   | 0      | 0      | 1     |
| 26    | Géorgie                     | 1   | 0      | 0      | 1     |
| 26    | Îles Vierges des États-Unis | 1   | 0      | 0      | 1     |
| 26    | Maroc                       | 1   | 0      | 0      | 1     |
| 26    | Mexique                     | 1   | 0      | 0      | 1     |
| 26    | Mozambique                  | 1   | 0      | 0      | 1     |
| 26    | Nouvelle-Zélande            | 1   | 0      | 0      | 1     |
| 26    | Slovénie                    | 1   | 0      | 0      | 1     |
| 34    | Arménie                     | 0   | 3      | 0      | 3     |
| 35    | Lettonie                    | 0   | 2      | 0      | 2     |
| 35    | Nigeria                     | 0   | 2      | 0      | 2     |
| 37    | Australie                   | 0   | 1      | 3      | 4     |
| 38    | Finlande                    | 0   | 1      | 2      | 3     |
| 39    | Autriche                    | 0   | 1      | 0      | 1     |
| 39    | Brésil                      | 0   | 1      | 0      | 1     |
| 39    | Estonie                     | 0   | 1      | 0      | 1     |
| 39    | Iran                        | 0   | 1      | 0      | 1     |
| 39    | Namibie                     | 0   | 1      | 0      | 1     |
| 39    | Portugal                    | 0   | 1      | 0      | 1     |
| 39    | Somalie                     | 0   | 1      | 0      | 1     |
| 39    | Zambie                      | 0   | 1      | 0      | 1     |
| -     | All Stars (football)        | 0   | 1      | 0      | 1     |
| 47    | Ouzbékistan                 | 0   | 0      | 4      | 4     |
| 48    | Bulgarie                    | 0   | 0      | 2      | 2     |
| 48    | Hongrie                     | 0   | 0      | 2      | 2     |
| 48    | Jamaïque                    | 0   | 0      | 2      | 2     |
| 48    | Moldavie                    | 0   | 0      | 2      | 2     |
| 48    | Pays-Bas                    | 0   | 0      | 2      | 2     |
| 48    | Slovaquie                   | 0   | 0      | 2      | 2     |
| 54    | Égypte                      | 0   | 0      | 1      | 1     |
| 54    | Kazakhstan                  | 0   | 0      | 1      | 1     |
| 54    | Syrie                       | 0   | 0      | 1      | 1     |
| Total | Total                       | 186 | 178    | 213    | 577   |